# 愛知県道245号半城土広小路線

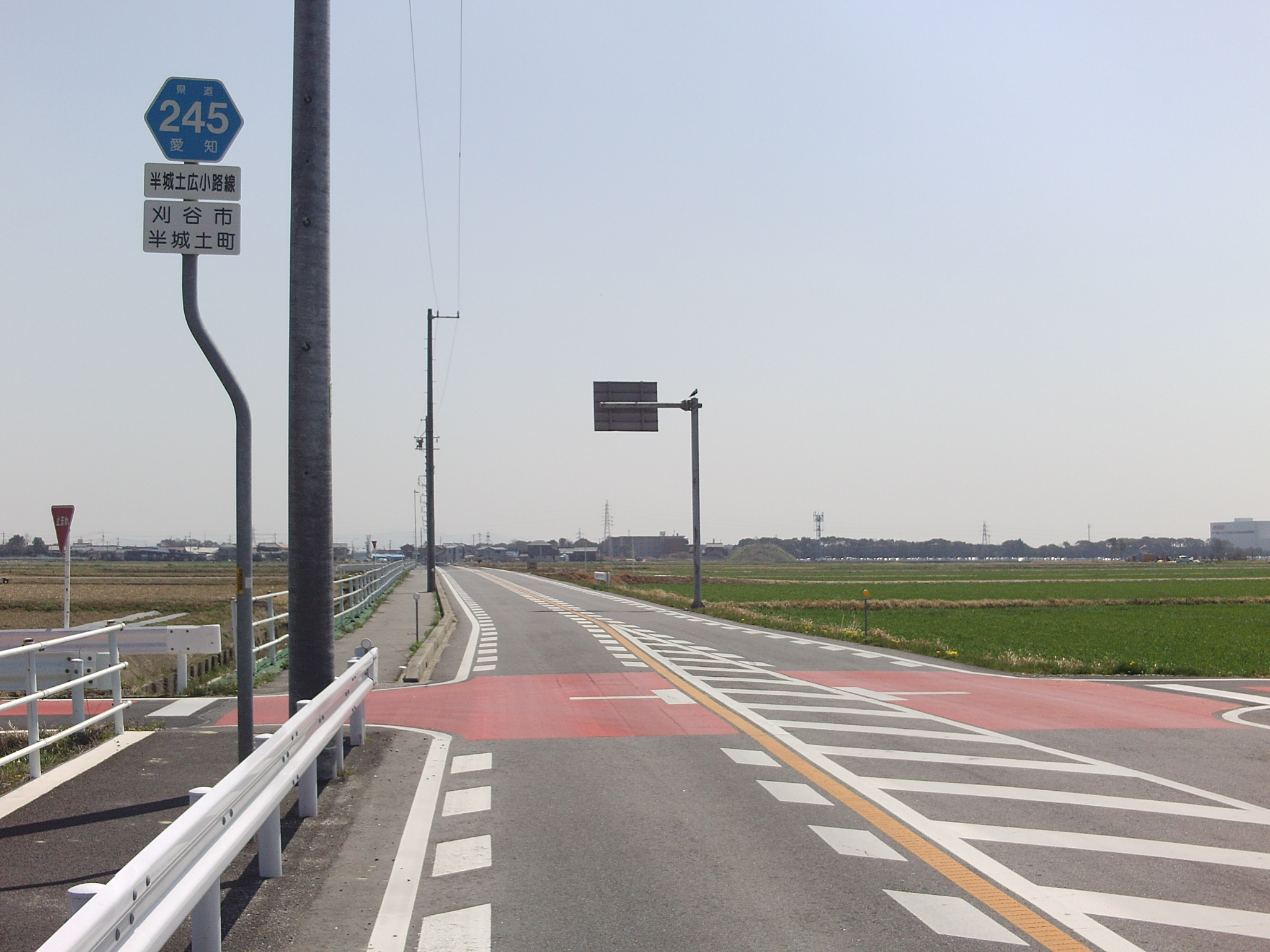
起点付近に民家が集まるが、周囲はほとんど田圃。（半城土町）

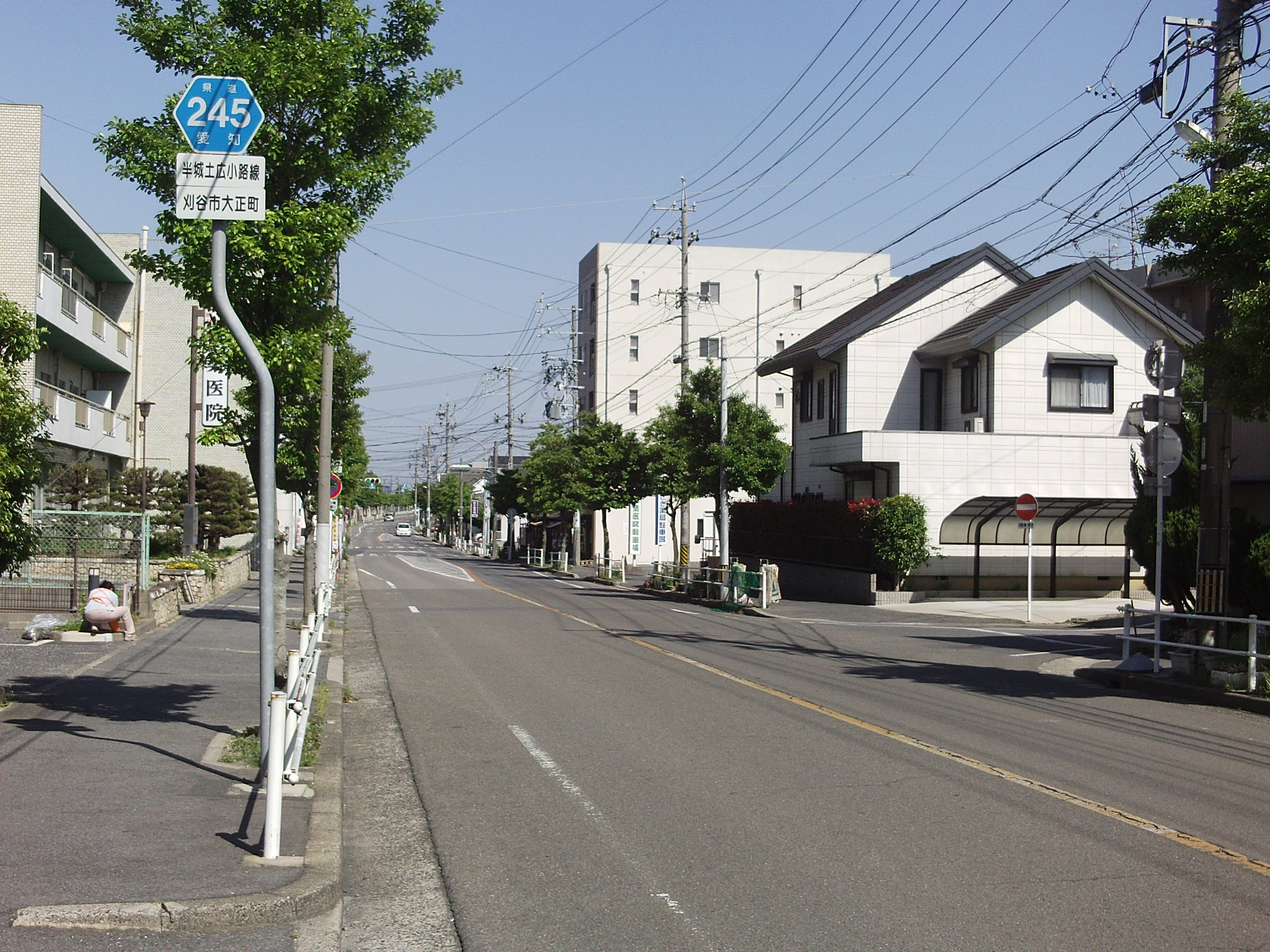
終点、刈谷市駅東側の住宅地域では名鉄三河線刈谷市駅の駅前通りとなる。

愛知県道245号半城土広小路線（あいちけんどう245ごう はじょうどひろこうじせん）は、愛知県刈谷市内を走る一般県道である。

## 概要

### 路線データ
- 起点：愛知県刈谷市半城土町（愛知県道296号小垣江安城線交点）
- 終点：愛知県刈谷市広小路（愛知県道51号知立東浦線交点）

## 沿革
- 1959年12月15日：認定[1]

## 別名
- 刈谷市駅前通り（刈谷市）

## 地理

### 通過する自治体
- 愛知県
  - 刈谷市

### 交差する道路
- 愛知県道296号小垣江安城線（半城土町大原交差点）
- 国道419号（半城土大組交差点）
- 愛知県道51号知立東浦線（刈谷街道）・愛知県道48号岡崎刈谷線（刈谷市駅北交差点）

### 沿線
- 依佐美送信所（半城土大組交差点付近、1997年解体）
- フローラルガーデンよさみ（依佐美送信所記念館）
- 刈谷豊田総合病院
- 愛知県立刈谷高等学校
- 名鉄三河線 刈谷市駅